# Bezvodni
Bezvodni (del ruso: Безводный) es un jútor del raión de Krymsk del krai de Krasnodar, en Rusia. Está situado en las vertientes septentrionales del extremo de poniente del Cáucaso Occidental, 16 km al noroeste de Krymsk y 95 km al oeste de Krasnodar. Tenía 125 habitantes en 2010
Pertenece al municipio Moldavanskoye.